# Slagelseskovene
Slagelseskovene er et stort skovområde sydøst for Slagelse på Vestsjælland. Med et areal på omkring 39 km2 er det blandt de største skovarealer i Danmark. Området består af flere mindre skove, der inkluderer Slagelse Lystskov, Charlottedal Skov, Nykobbel, Valbygård Skov, Treskelskov, Sønder Overdrev, Falkensteen Skov og Lorup Skov.
Skovene er primært løvskovdomineret af bøg.